# Anna Kovalchuk
Anna Kovaltchouk es una actriz rusa.

## Biografía
Anna Kovaltchouk (А́нна Леони́довна Ковальчу́к) es una actriz rusa nacida en la República Democrática Alemana en el seno de una familia de maestros. Pasó su infancia en Leningrado (ahora San Petersburgo), y luego en Ereván y Moscú. Entró en el Instituto de Música de teatro y cine de Leningrado donde conoció a su futuro marido, Anatoly Iltchenko. Ella entra en el elenco del Teatro Lensoviet trabajando en la obra El enfermo imaginario de Molière.
Anna Kovaltchouk se hizo popular en Rusia por su papel como Maria Chvetsova en la serie de televisión Los secretos de la Encuesta , en 2001. En 2005 interpreta a Margarita en una serie de televisión que adapta la novela El maestro y Margarita de Mijail Bulgakov. Interpreta a Sofía Kolchak en la película   Almirante sobre la vida del almirante Kolchak, en 2008, que tuvo un gran éxito en el país.
Es la madre de Zlata, nacida en 2000 y Dobrynja (2010).
- Datos: Q1968459
- Multimedia: Anna Kovalchuk / Q1968459